# Moreno, punta (udde i Antarktis, lat -62,58, long -59,90)
Moreno, punta är en udde i Antarktis. Den ligger i Sydshetlandsöarna. Argentina, Chile och Storbritannien gör anspråk på området.
Terrängen inåt land är huvudsakligen kuperad, men den allra närmaste omgivningen är varierad. Havet är nära Moreno, punta norrut. Trakten är glest befolkad. Närmaste befolkade plats är Maldonado Station, 16,9 kilometer nordost om Moreno, punta. 